# Gesellschaft für Wissensmanagement

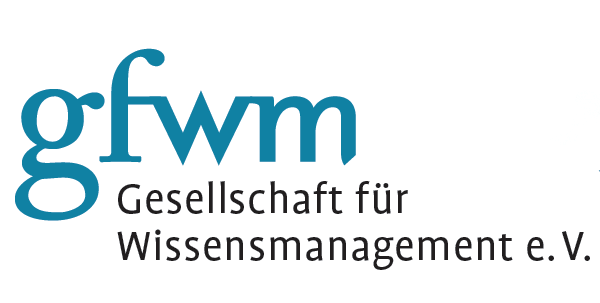

Die Gesellschaft für Wissensmanagement e.V. (abgekürzt: GfWM) ist das größte regional verteilte und überregional verbundene Netzwerk von Akteuren im Wissensmanagement im deutschen Sprachraum.

## Geschichte
Seit dem 17. März 2000 fördert die eingetragene gemeinnützige GfWM das ganzheitliche Verständnis und die Verbreitung von Wissensmanagement in Gesellschaft und Organisationen (Unternehmen, Vereinen, Parteien etc.).
Über Regionalgruppen (z. B. Berlin, Frankfurt am Main u. a.) bietet die GfWM eine für alle Interessierten offene Plattform zum regelmäßigen, interdisziplinären Austausch zu Praxis- und Forschungserfahrungen. So fand 2010 in Frankfurt bereits die 100. Frankfurter Regionalveranstaltung statt und in Berlin wurde 2013 die zehnjährige Gründung der Regionalgruppe gefeiert. Während die Gründung auf eine Hochschulinitiative zurückgeht, stand gleich von Beginn an die GfWM sowohl Wissenschaft, Wirtschaft, Verwaltung, Politik und interessierten Einzelpersonen offen. Mitglieder aus der Wissenschaft sind u. a. Gilbert Probst (Universität Genf), Peter Pawlowsky (TU Chemnitz), Klaus North (Hochschule RheinMain), aus der Wirtschaft Vertreter von u. a. IBM, Bosch, BMW, ThyssenKrupp, Credit Suisse, PricewaterhouseCoopers, aber auch von klein- und mittelständischen Unternehmen, sowie freiberufliche Berater und Vertreter öffentlicher Verwaltungen und Institute (u. a. Stadt Erlangen, Stadt Köln, Innenministerium Baden-Württemberg, Stadtbücherei Würzburg).

## Zweck und Mission
Im Selbstverständnis der GfWM hängt das gesellschaftliche und volkswirtschaftliche Wohl sowie der Erfolg von Unternehmen und Organisationen aller Art in starkem Maße von der effektiven und effizienten Bewirtschaftung des Rohstoffes Wissen ab.

Ihren Zweck beschreibt die GfWM in ihrer Vereinssatzung wie folgt:
Zweck des Vereins ist die Förderung von Wissenschaft und Forschung. Seine Zwecke sind insbesondere:
- die Förderung des Wissensmanagements in Theorie und Praxis,
- die Verbindung unter den am Wissensmanagement Interessierten im deutschen Sprachraum und die internationale Zusammenarbeit auf diesem Gebiet zu pflegen.

Ihre Mission formuliert die GfWM in ihrem Mission Statement wie folgt:
„Die Gesellschaft […] unterstützt den professionellen und verantwortungsbewussten Umgang mit Wissen. Wir fördern die Weiterentwicklung von Wissensmanagement in Theorie und Praxis im Dialog zwischen Wirtschaft, Wissenschaft, Verwaltung, Politik und Gesellschaft.“
Aus diesem Mission Statement ergeben sich folgende Charakteristika. Die GfWM
- ist ein im deutschsprachigen Raum regional aufgestelltes und überregional verbundenes Netzwerk von Akteuren im Wissensmanagement.
- vermittelt ein Bewusstsein für die Bedeutung von Wissen als erfolgskritischer Faktor.
- regt den Austausch von Experten, Entwicklern und Anwendern an, um stetige praxisorientierte Weiterentwicklung von Wissensmanagement zu befördern.
- zeigt aktiv die Verknüpfungen zu anderen  wissensrelevanten Themen auf und unterstreicht durch Kooperationen und interdisziplinäre Zusammenarbeiten ihre ganzheitliche Sicht auf das Wissensmanagement.
- steht für den werteorientierten Umgang mit Wissen.

## Zielgruppen
Die Arbeit der GfWM richtet sich an die folgenden Zielgruppen:
- Forscher und Praktiker, die sich aktiv an der Weiterentwicklung von Wissensmanagement beteiligen
- Anwender und Interessierte, die die Entwicklung von Wissensmanagement beobachten
- Entscheider in Wirtschaft, Wissenschaft und Politik

## Regionale Arbeit
An zwölf Standorten in Deutschland, zurzeit Berlin/Hauptstadtregion, Bielefeld/Ostwestfalen-Lippe, Frankfurt, Hannover, Kiel, München, Österreich (Ost), Rheinland (Aachen, Köln, Bonn, Düsseldorf), Ruhrgebiet, Sachsen und Stuttgart, organisieren Regionalgruppenkoordinatoren regelmäßige Veranstaltungen, die offen für jeden Besucher sind. Seit 2013 ist die GfWM mit einer Regionalgruppe und einigen Fachgruppen auch in Österreich tätig. Es werden in unterschiedlichen Veranstaltungsformaten (z. B. Vorträge, Fishbowl-Diskussion, informeller Stammtischaustausch) Sichtweisen, Forschungsprojekte, Methoden und Tools rund um das Thema Wissensmanagement vorgestellt, diskutiert und ausprobiert.
Eine Zusammenarbeit auf lokaler Ebene erfolgt auch mit verschiedenen Industrie und Handelskammern, Wissenschaftsparks, Hochschulen oder Projekten.

## Überregionale Arbeit
Eine überregionale Arbeit erfolgt vereinsintern über organisierte Fachteams. Über diesen Weg wurde ein Wissensmanagement-Modell in Anlehnung an die ISO 9001 und eine Wissenlandkarte entwickelt. Zudem gibt die GfWM vierteljährlich den gfwm newsletter heraus und seit Dezember 2011 auch ein regelmäßig erscheinendes Fachmagazin, die gfwm Themen.
Die Vernetzung über Landesgrenzen hinweg fördert die GfWM mit ihren internationalen Kooperationspartnern, unter anderem dem Swiss Knowledge Management Forum (SKMF). Zusammen haben sie 2009 das D-A-CH Wissensmanagement-Glossar entwickelt und veröffentlicht, welches 2020 aktualisiert wurde.
Darüber hinaus treten GfWM-Mitglieder als Gastreferenten bei vielen nationalen und internationalen Veranstaltungen auf, z. B. der CeBIT und der Friedrich-Naumann-Stiftung.

## Tagungen
Mit dem KnowledgeCamp hat die GfWM 2009 das erste Barcamp zum Wissensmanagement durchgeführt. Die jährlich stattfindenden KnowledgeCamps werden in der Regel immer in Kooperation mit einer Hochschule durchgeführt. Mit einer Livestream-Übertragung ins Internet und entsprechenden Tweets der Zuschauer spannt sich dabei ein neuer virtueller bzw. reeller Kommunikationsraum auf.